# Mạc Như Đông
Mạc Như Đông (?-1873) hay Trần Nghị Đông là một quan nhà Nguyễn đã tham gia chống Pháp, dưới trướng của Nguyễn Tri Phương. Ông là cháu nội của Tông Đức Hầu Mạc Thiên Tứ.

## Cuộc đời
Mạc Như Đông, chưa rõ cha mẹ là ai, nhưng theo nhà nghiên cứu Trương Minh Đạt, thì trong tên Đông có bộ Mộc như vậy ông cùng một thế hệ với Mạc Công Du và Mạc Công Tài.
Theo sử sách còn ghi lại thì khoảng năm 1833 - 1834, là một trong những thời kỳ "đen tối" của xứ Hà Tiên. Bởi trong cuộc khởi binh của Lê Văn Khôi chống lại nhà Nguyễn, ở vùng Gia Định cũ (nay thuộc Thành phố Hồ Chí Minh), các con cháu họ Mạc ở Hà Tiên, là Công Du, Công Tài, Hầu Hi, Hầu Diệu vì nhận chức quan của họ Lê, cho nên sau khi cuộc nổi dậy bị thất bại, họ đều bị khép tội. Thêm nữa, cũng vì Lê Văn Khôi cho người sang Xiêm cầu viện, mà quân xiêm có cớ tràn sang chiếm cứ Hà Tiên, rồi theo kênh Vĩnh Tế qua Châu Đốc...
Mô tả cảnh tao loạn này, tác giả Jackenet, viết: Quân Xiêm mặc sức đốt cướp dọc đường hành quân, giết đàn ông, bắt đàn bà trẻ con mang đi...
Gặp họa lớn lao quá, mẹ Mạc Như Đông đành phải dẫn con rời bỏ xứ Hà Tiên ra Bắc, định cư ở quê ngoại, là làng Mộ Trạch (nay thuộc huyện Bình Giang, Hải Dương). Ở đây, Mạc Như Đông được mẹ đăng ký hộ tịch theo họ mẹ, nên có tên mới là Trần Nghị Đông
Năm Thiệu Trị thứ 3 (1843), ông đỗ cử nhân, được bổ nhậm làm Đốc học tỉnh Định Tường.
Sáng ngày 1 tháng 9 năm 1858, quân Pháp nổ súng vào Đà Nẵng. Ngày 2 tháng 2 năm 1859, quân Pháp vào đánh Gia Định. Khoảng 1860, Mạc Như Đông theo Tán lý đạo Định Biên là Nguyễn Duy(khi ấy Nguyễn Duy đang đóng ở Tân An tức Long An bây giờ), về Gia Định phục vụ trong bộ chỉ huy của Tổng thống quân vụ Nguyễn Tri Phương, anh ruột tướng Nguyễn Duy. Ở tại quân thứ Chí Hòa, ông nhận lệnh của chủ tướng Tri Phương làm bài hịch để động viên quân dân chống Pháp.
Và rồi sau khi đại đồn Chí Hòa bị thất thủ, không thấy tác giả sách Nghiên cứu Hà Tiên cho biết thêm gì về ông, mà chỉ có một đoạn văn như sau: 
Vì Mạc Như Đông có quá trình chống Pháp, cho nên khi ông mất (1873), người ta không để tên thật của ông trên bia, phòng hờ quân Pháp biết được sẽ khủng bố trả thù cánh họ Mạc ở Hà Tiên...Và khi đưa ông về chôn ngay dưới chân Mộ Thiên Tích, hẳn người xưa nghĩ rằng Phụng Nghị Đại phu Mạc Như Đông xứng đáng nằm vào nơi vinh dự đó. Ngày nay chúng ta biết rõ lai lịch và tinh thần yêu nước kháng Pháp của ông, lẽ nào ta nỡ để cho mộ phần ông bị quên lãng...? 

## Hịch kêu gọi …đánh Tây (Pháp)
Bài hịch do Mạc Như Đông làm thay cho Tổng thống quân vụ Nguyễn Tri Phương.
Nguyên bài hịch được Trương Vĩnh Ký sưu tầm và đăng trên tập Sử loại thông khảo (hay Thông loại khóa trình) số 2 tháng 6 năm 1889, trích:
| ...Qủy trắng đâu vùng vẫy dưới trời, Dân đen xảy bùn hôi trên đất. Áng sáng nghiệp mấy tòa kim cốc, Đống tro tàn vì một mũi xung tiêu. Lũ phấn chi mấy mặt xuân phong, Mùi tanh khét há chung hơi dị loại? Ruổi trên bộ thì đặt lũy đầu Mai Sơn tự, Lại đóng rải nơi Hiển Trung, Khải Tường, Kiểng Phước Chùa miễu trăm năm linh tích, Dấu khói hương lạnh ngắt như không, Khuấy dưới sông thì gieo neo khúc Hữu Bình đồn, Lại ngược xuôi nơi Vũng Gù, Bến Lức, Rạch Ông | Gần xa các nẻo thương hồ, Ghe buôn bán dật xiêu còn mấy. Thói hung bạo khắp thần dân đều giận, Dạ tham ô tuy săng cỏ cũng hờn. Lẽ trời đâu giúp đứa hung cường, Phép nước chẳng dung loài tàng tặc. Ta nay: Vâng lời minh dụ, Lãnh chức nguyên nhung... Đem oai linh mà dẹp lũ cuồng di, dám chầy việc võ Ra đức cả vỗ người quy thuận, trước rạch lời văn... |